# Szczawnica
Szczawnica là một thị trấn thuộc huyện Nowotarski, tỉnh Małopolskie ở nam Ba Lan. Thị trấn có diện tích 33 km². Đến ngày 1 tháng 1 năm 2011, dân số của thị trấn là 6022 người và mật độ 183 người/km².